# Wieszt József
Wieszt József (Dorog, 1951. március 26. – Dorog, 2007. november 1.) magyar festő és grafikus.
Egerben a Tanárképző Főiskolán szerezte diplomáját (1968-73). 1984-ben Vologdában tanulmányúton volt. 1973-86 között a Miskolci Műhelyhez, 1986-tól HM-ösztöndíjjal Szentendréhez kötődött.
Mindvégig hű maradt szülőfalujához, Doroghoz. Itt élt és alkotott, bekapcsolódott az Esztergomi Művészeti Céh munkájába is, melynek egy időben elnöke is volt. Kötődött a Mártélyi és Érsekcsanádi Művészeti telepekhez, az Iglói Nemzetközi művészeti táborhoz. A klasszikus grafikai eljárással megoldott nyomatainak központi témája: a társadalom önpusztítása és az ember természethez való viszonya. Hasonló alapállással festi képeit a magányról.
Mestere: Seres János.

## Díjai, elismerései
- 1982-85 Derkovits-ösztöndíj
- 1983 Babits Mihály centenáriumi kiállítás Szekszárd, a Művészeti Alap díja
- 1983 Borsod-Abaúj-Zemplén megyei Tanács díja
- 1985 Herman Ottó Múzeum Ex libris pályázat, I. díj

## Egyéni kiállítások
- 1977 Művelődési Központ [Földi Péterrel, Jószay Zsolttal, Selmeci Györggyel], Szolnok
- 1983 Diósgyőri Gépgyár
- 1983 Tihany
- 1984 Szakmunkás Galéria, Miskolc
- 1985 Mini Galéria, Miskolc (gyűjteményes kiállítás, kat.)
- 1985 Megyei Könyvtár, Pécs
- 1986 Vologda (SZU)
- 1987 Művelődési Ház, Dorog
- 1993 Műhely Galéria, Pécs
- 1993 Virányosi Közösségi Ház
- 1994 Wendlingen am Neckar (D)
- 1994 Adelberg (D)
- 1996 Művelődési Ház, Dorog

## Válogatott csoportos kiállítások
- 1981, 1983, 1998 XI., XII., XIX. Országos grafikai biennálé, Miskolc
- 1983 VII. Balatoni Kisgrafikai Biennálé, Tihany
- 1983 Babits Mihály centenáriumi kiállítás, Szekszárd
- 1986 Grafikai Vásár (Grafikbörse), Lipcse
- 1989 HM Művelődési Ház
- 1999 Kossuth Lajos Katonai Főiskola, Szentendre
- 1992 Esztergomi Művészek Céhe kiállítása, Rondella Galéria, Esztergom
- 1994 Lilla Galéria, Hetény (SZL)
- 1996, 1997 Théâtre du Pommier, Neuchâtel (CH)
- 1996 Galerie l'Aurore, Sorans (CH)

## Külső hivatkozások
- Wieszt József (rézkarcok)